# Alcíone (filha de Atlas)
Alcíone, na mitologia grega, foi uma das Plêiades, as sete filhas de Atlas e Pleione.
Duas das Plêiades tiveram filhos com Posidão, Celeno e Alcíone.
Seus filhos com Posidão são:
- Segundo Pseudo-Apolodoro, Aethusa (mãe de Eleuther), Hirieu e Hyperenor.[1] Hirieu foi o pai de Nicteu e Lico.[1]
- Segundo Pausânias, Hyperes e Anthas, que fundaram duas cidades[2] que seriam posteriormente unidas como Trezena por Piteu.[3]
- Segundo Higino, Hirieu e *Ephoceus.[4]

Nicteu e Lico que, segundo Pseudo-Apolodoro, são filhos de Hirieu e netos de Alcíone e Posidão, segundo Higino são filhos de Celeno e Netuno.